# Kampenhout
Kampenhout è un comune belga di 11 060 abitanti nelle Fiandre (Brabante Fiammingo).